# Ferdinand Verbiest

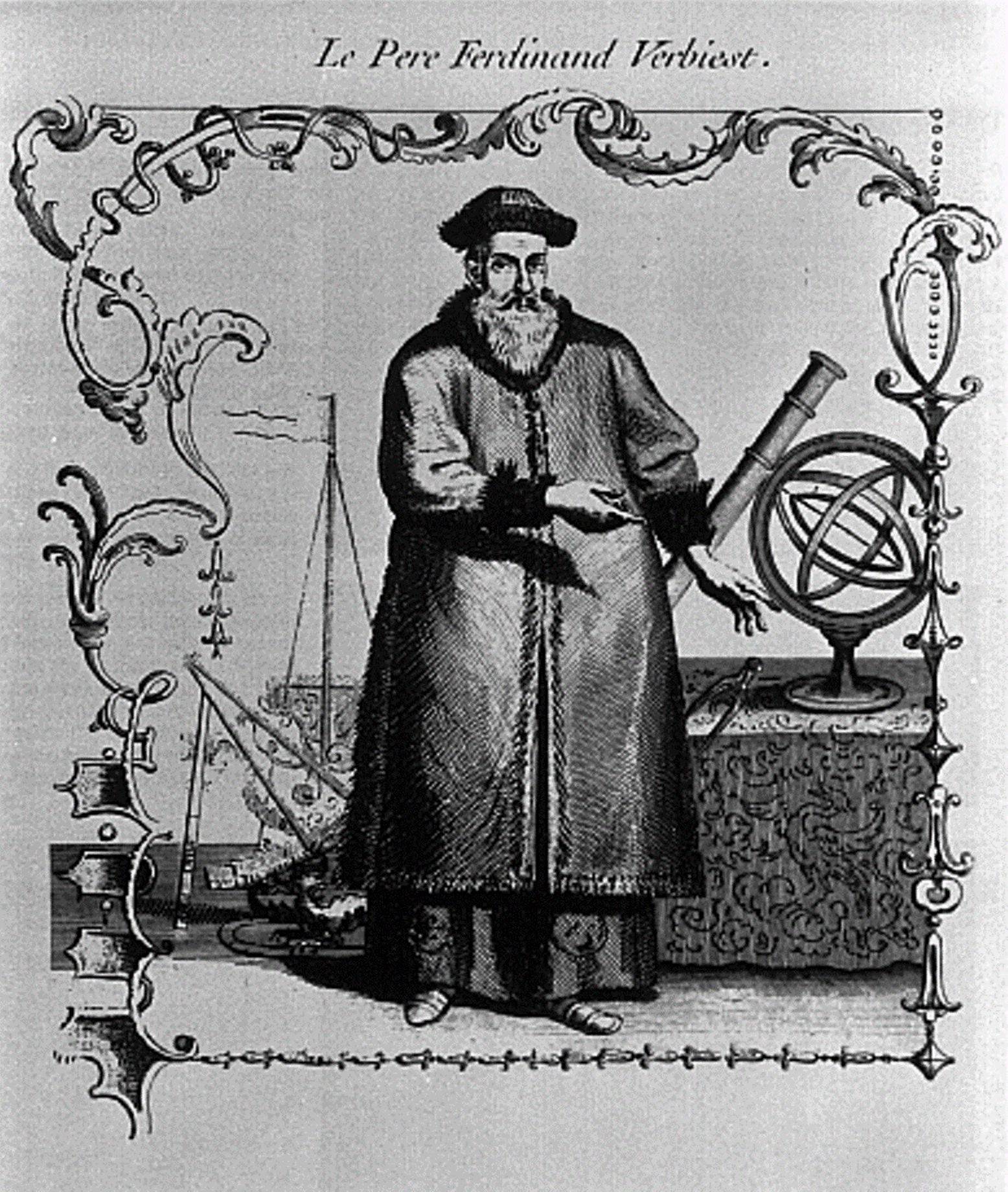
Ferdinand Verbiest con ropas de mandarín.

Ferdinand Verbiest (en chino tradicional, 南懷仁; pinyin, Nan Huairen) (Pittem, Flandes, 9 de octubre de 1623 - Pekín, China, 28 de enero de 1688) fue un célebre misionero jesuita flamenco en China, durante la dinastía Qing e inventor del primer vehículo a vapor del que se tiene constancia.
Verbiest estudió en Brujas, Kortrijk, Lovaina, Sevilla (donde fue ordenado sacerdote en 1655) y Roma (donde concluyó sus estudios de Teología y Astronomía). Había ingresado en la Compañía de Jesús en 1641.
Ferdinand Verbiest quería ser misionero en Centroamérica, pero la Compañía tenía otros planes para él. El protestantismo estaba mermando las filas de católicos en Europa y la Iglesia puso sus miras en el Lejano Oriente para seguir sumando. Así que el 4 de abril de 1657 se embarcó desde Lisboa con destino China acompañado por otros 35 misioneros y el virrey portugués de las Indias.
Cuando el barco llegó a Macao, el 17 de julio de 1658 solo diez de los pasajeros, incluido Verbiest, seguían con vida. Desde esa fecha hasta 1660 se encargó de la misión de Shaanxi. En ese año fue nombrado ayudante del padre Johann Adam Schall von Bell, que era director del Observatorio Astronómico de Pekín. Sin embargo al año siguiente la situación política derivó en una persecución de los jesuitas, que fueron obligados a exiliarse en Canton, donde falleció von Bell.
En 1669 el emperador Kangxi, que tenía 15 años, fue informado de que se habían encontrado graves errores en el calendario para 1670, elaborado por el astrónomo chino Yang Guangxian (uno de los principales oponentes de los jesuitas). Así que convocó una prueba pública para comparar los méritos de la astronomía china y la europea, en la que debían enfrentarse Yang y Verbiest.
La prueba consistía en predecir tres cosas: la longitud de la sombra proyectada por un gnomon al mediodía de un día determinado; las posiciones absolutas y relativas del Sol y los planetas en una fecha determinada; y la hora exacta de un eclipse lunar previsto. Verbiest se impuso en las tres, gracias sobre todo a que tenía acceso a las Tablas Rudolfinas (el catálogo estelar y las tablas planetarias publicadas por Kepler en 1627) y al uso de telescopios.
En la corte de Kangxi obtuvo su mayor cargo, corrigiendo el calendario chino y enseñando los avances que la ciencia europea había logrado en el campo de la astronomía. Verbiest fue una figura fundamental en la corte del emperador Kangxi, al lograr importantes cargos durante la dinastía manchú dadas sus excepcionales dotes como matemático y astrónomo, entre otros Director del Antiguo Observatorio Astronómico de Pekín (que reconstruyó y reequipó) y Jefe del Departamento de Matemáticas.
Verbiest fue además amigo personal de Kangxi, quien le admiraba mucho y le requirió frecuentemente por sus conocimientos en matemáticas, geometría, música y filosofía. 
Verbiest escribió más de treinta libros y además de sus dotes como diplomático y cartógrafo, dominaba el latín, alemán, español, neerlandés e italiano; estudió también el idioma manchú, al cual tradujo los primeros seis libros de Euclides.

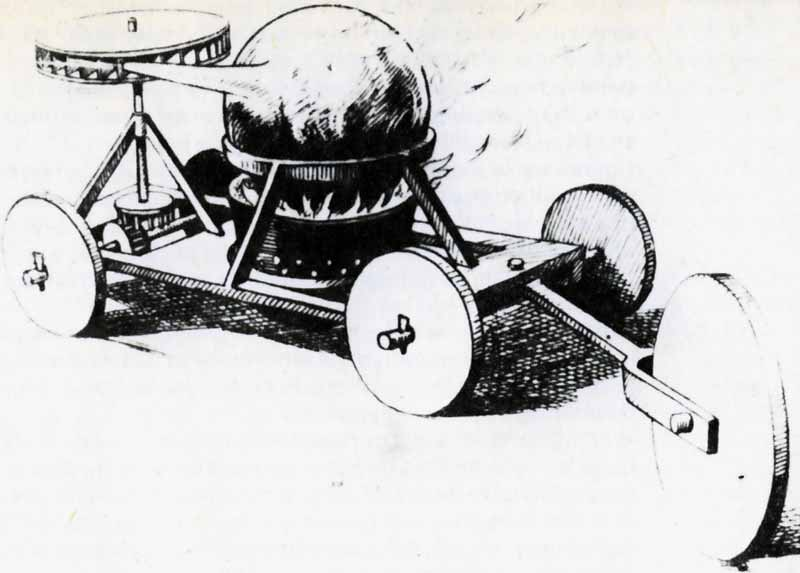
El 'coche' de vapor diseñado por Verbiest en 1672 - de una impresión del siglo XVIII

Además de su trabajo en astronomía, Verbiest también experimentó con vapor. Alrededor de 1672 diseñó, como un juguete para el emperador Kangxi, un carro propulsado por vapor que fue, muy posiblemente, el primer vehículo de vapor en funcionamiento ('auto-móvil').  Verbiest lo describe en su manuscrito Astronomía Europea que fue terminado en 1681. Un fraile lo trajo a Europa y fue impreso en 1687 en Alemania. 
En este trabajo, Verbiest mencionó por primera vez el término motor (latino) en su significado actual. Con una carga de carbón, escribió que el vehículo podía moverse más de una hora. Como solo tenía 65 cm (25,6 pulgadas) de largo y, por lo tanto, era efectivamente un modelo a escala, no diseñado para transportar pasajeros humanos, ni un conductor o mercancías, no es estrictamente exacto llamarlo 'automóvil'.  A pesar de esto, fue el primer vehículo que pudo moverse con la potencia del motor "hecho a sí mismo".
Dado que la máquina de vapor aún no se conocía en ese momento, Verbiest utilizó el principio de una eolípila.  El vapor se generó en una caldera en forma de bola, emergiendo a través de una tubería en la parte superior, desde donde se dirigía a una simple "turbina de vapor" abierta (como una rueda hidráulica) que accionaba las ruedas traseras.
No está verificado por otras fuentes conocidas si el modelo de Verbiest alguna vez se construyó en ese momento y no existe un dibujo auténtico del mismo, aunque tuvo acceso a los mejores artesanos metalúrgicos de China que estaban construyendo instrumentos astronómicos de precisión para él.
Está enterrado en el Cementerio de Zhalan de los jesuitas en la actual Pekín.